# Palácio de Bernstorff

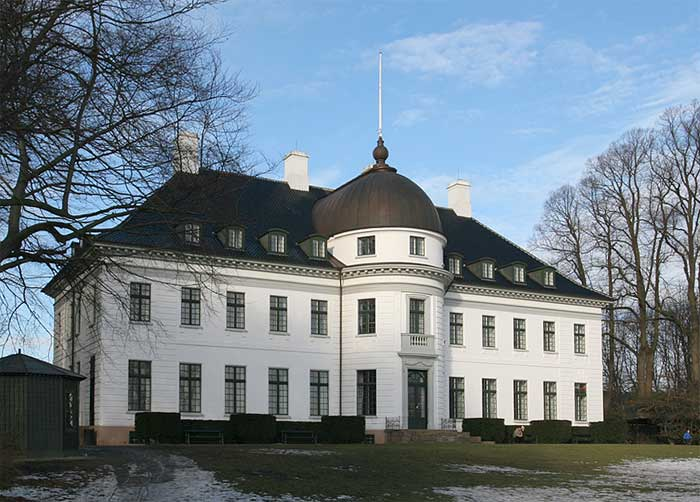
O Palácio de Bernstorff

O Palácio de Bernstorff, em Gentofte, Dinamarca, foi construído em meados do século XVIII para o ministro de Relações Exteriores, o conde Johann Hartwig Ernst Bernstorff. Permaneceu como posse da família Bernstorff até 1812. Em 1842, foi comprado pelo rei Cristiano VIII, e Cristiano IX utilizou-o como residência de verão. 
Posteriormente, foi usado pela Agência Dinamarquesa de Gerenciamento de Emergências como uma academia para oficiais subalternos. Em 1º de maio de 2009, após um acordo com Gitte Jensen e Kirsten Nielsen, o Bernstorff Palace foi inaugurado como um hotel e centro de conferências.
O palácio foi projetado pelo arquiteto francês Nicolas-Henri Jardin, que havia sido trazido à Dinamarca para completar a Igreja de Frederick em Copenhague após a morte de Nicolai Eigtved, em 1754. É um dos primeiros exemplos da arquitetura neoclássica na Dinamarca. O edifício de dois andares, elaboradamente decorado, foi concluído em maio de 1765 a um custo considerável. Na época, ele tinha quatro pequenos sótãos com vasos decorativos e uma ampla varanda na própria cumeeira do telhado. No lado do jardim, há uma projeção coberta de cúpula subindo a altura total do edifício.
Os extensos jardins do palácio foram dispostos no estilo da paisagem romântica que foi introduzida na Dinamarca na década de 1760. Além dos gramados e bosques, eles incluem um jardim de rosas, um pomar e uma casa de chá.
A bela vila sueca nos jardins foi construída em 1888 no estilo clássico sueco de madeira para a Exposição Nórdica. Gerida pela Fundação Swedish Villa, é utilizada para exposições de arte, concertos e como um café.